# 薩扎瓦河

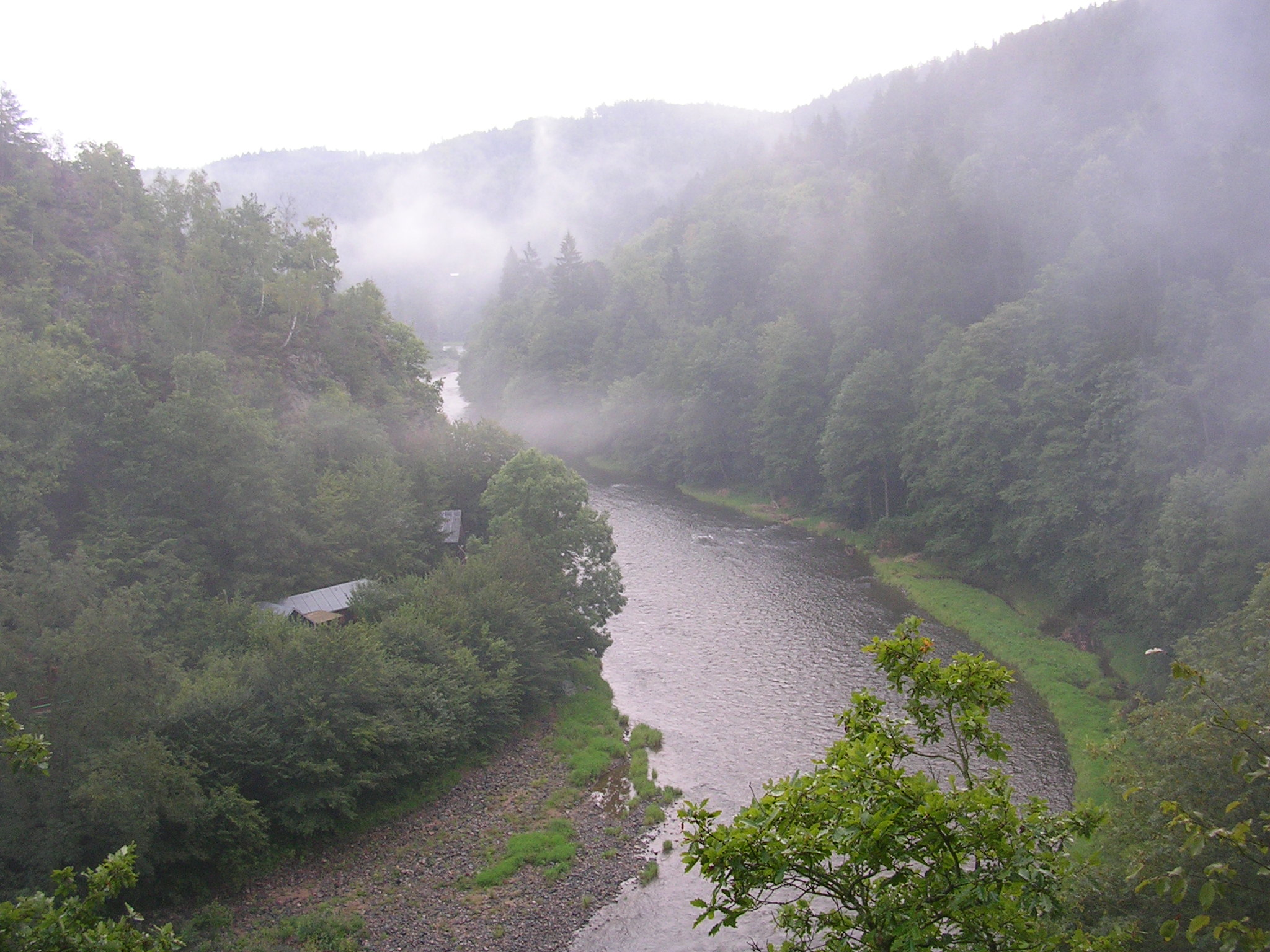

薩扎瓦河（捷克語：Sázava）是捷克的河流，位於該國中部，屬於伏爾塔瓦河的右支流，河道全長218公里，流域面積4,350平方公里，河畔城鎮有薩扎瓦河畔日賈爾、薩扎瓦河畔斯韋特拉等。
49°38′16″N 15°53′47″E / 49.6378°N 15.8964°E